# Blechnum
Blechnum L. 1753 é um género de pteridófitos que contém de 150 a 220 espécies de fetos com  distribuição cosmopolita. Integra-se na família Blechnaceae do clade Eupolypods II da ordem Polypodiales. O género apresenta a maior diversidade de espécies nas regiões tropicais do Hemisfério Sul, com apenas algumas espécies a atingirem as regiões temperadas daquele hemisfério, sendo a mais notável dessas espécie a B. penna-marina, que ocorre até ao Cabo Horn, Chile. No Hemisfério Norte, a espécie que atinge latitudes mais elevadas é a B. spicant, que ocorre na Islândia e no norte da Noruega).

## Descrição
A maioria das espécies integradas no género Blechnum são plantas herbáceas, mas algumas delas (e.g. B. buchtienii and B. schomburgkii do Ecuador) são fetos arbóreos com estipas com até 3 m de altura.
O género Blechnum diverge da maioria dos fetos por apresentar uma separação entre as frondes estéreis (fotossintéticas) e as frondes férteis (reprodutivas) na mesma planta.
A circunscrição do género tem variado desde que foi proposto por Linnaeus em 1753. Alguns autores incluíram muitas das espécies no género segregado Lomaria. Por outro lado, a aplicação de técnicas de filogenética molecular permitem concluir que as espécies incluídas no género Doodia são na realidade parte do género Blechnum, no qual estão embebidas.
Várias espécies deste género são cultivadas como planta ornamental em jardins e em floricultura para a produção de folhagem para utilização em arranjos florais

## Espécies seleccionadas
O género inclui 150 a 220 espécies, entre as quais:
- Blechnum arcuatum
- Blechnum ambiguum (C.Presl) Kaulf. ex C.Chr.
- Blechnum blechnoides
- Blechnum brasiliense Desv.
- Blechnum buchtienii Rosenst.
- Blechnum cartilagineum  Sw.
- Blechnum chambersii
- Blechnum chilense Kaulf.
- Blechnum cordatum (Desv.) Hieron. (syn. B. chilense)
- Blechnum cycadifolium (Colla) Sturm.
- Blechnum dendrophilum
- Blechnum discolor
- Blechnum durum
- Blechnum eburneum
- Blechnum filiforme
- Blechnum fluviatile
- Blechnum gibbum
- Blechnum indicum Burm.f.
- Blechnum lanceola Sw.
- Blechnum magellanicum
- Blechnum membranaceum (Col.) Mett.
- Blechnum minus
- Blechnum monomorphum
- Blechnum nigrum
- Blechnum nipponicum (Kunze) Makino
- Blechnum nudum (Labill.) Mett. ex Luerss.
- Blechnum obtusatum (Labill.) Mett.
- Blechnum occidentale L.
- Blechnum orientale L.
- Blechnum patersonii
- Blechnum penna-marina (Poir.) Kuhn
- Blechnum petiolare
- Blechnum schomburgkii (Klotzsch) C. Chr.
- Blechnum serrulatum Rich.
- Blechnum spicant (L.) Sm.
- Blechnum socialis
- Blechnum tabulare
- Blechnum vittatum Brack.
- Blechnum volubile Kaulf.
- Blechnum wattsii, Tindale Hard Water Fern